# Појана Онциј (Салаж)
Појана Онциј (рум. Poiana Onții) насеље је у Румунији у округу Салаж у општини Кристолц. Oпштина се налази на надморској висини од 563 m.

## Становништво
Према подацима из 2002. године у насељу је живело 111 становника, од којих су сви румунске националности.